# Meridionali/Agusta EMA 124
Meridionali/Agusta EMA 124 byl prototyp lehkého víceúčelového vrtulníku vzniklý v roce 1970 v Itálii. Vznikl jako společný projekt společností Agusta a Elicotteri Meridionali založený na typu Bell 47, který v té době Agusta vyráběla v licenci. Prototyp EMA 124 si z typu Bell 47 zachoval dynamické komponenty, trubkovou konstrukci ocasního nosníku a ližinový podvozek, ale byl vybaven nově aerodynamištěji tvarovanou přední částí trupu s kabinou pro tři osoby. Aerodynamicky zdokonaleny byly i palivová nádrž a instalace motoru, a rotor byl bez stabilizačních tyčí užívaných u Bellu 47. Jediný vyrobený prototyp poprvé vzlétl v roce 1970 s imatrikulací I-MAF, ale projekt dál nepokračoval.:s.37

## Specifikace
Údaje podle

### Technické údaje
- Osádka: 1 (pilot)
- Kapacita: 2 cestující
- Délka:
- Výška:
- Průměr nosného rotoru: 9,50 m
- Prázdná hmotnost: 700 kg
- Vzletová hmotnost: 1 150 kg
- Pohonná jednotka: 1 × šestiválcový plochý motor Lycoming VO-540-B1B3
- Výkon pohonné jednotky: 186 kW (250 hp)

### Výkony
- Maximální rychlost: 170 km/h
- Dolet: 420 km
- Praktický dostup: 4 300 m
- Stoupavost: 4,2 m/s